# Okres Česká Lípa

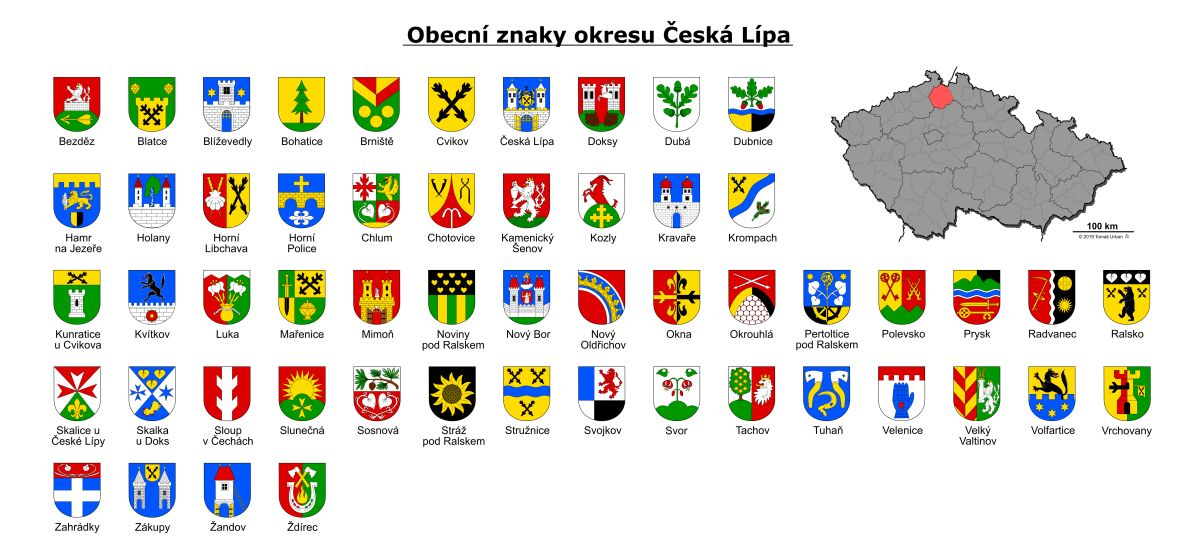
Přehled obecních znaků okresu Česká Lípa

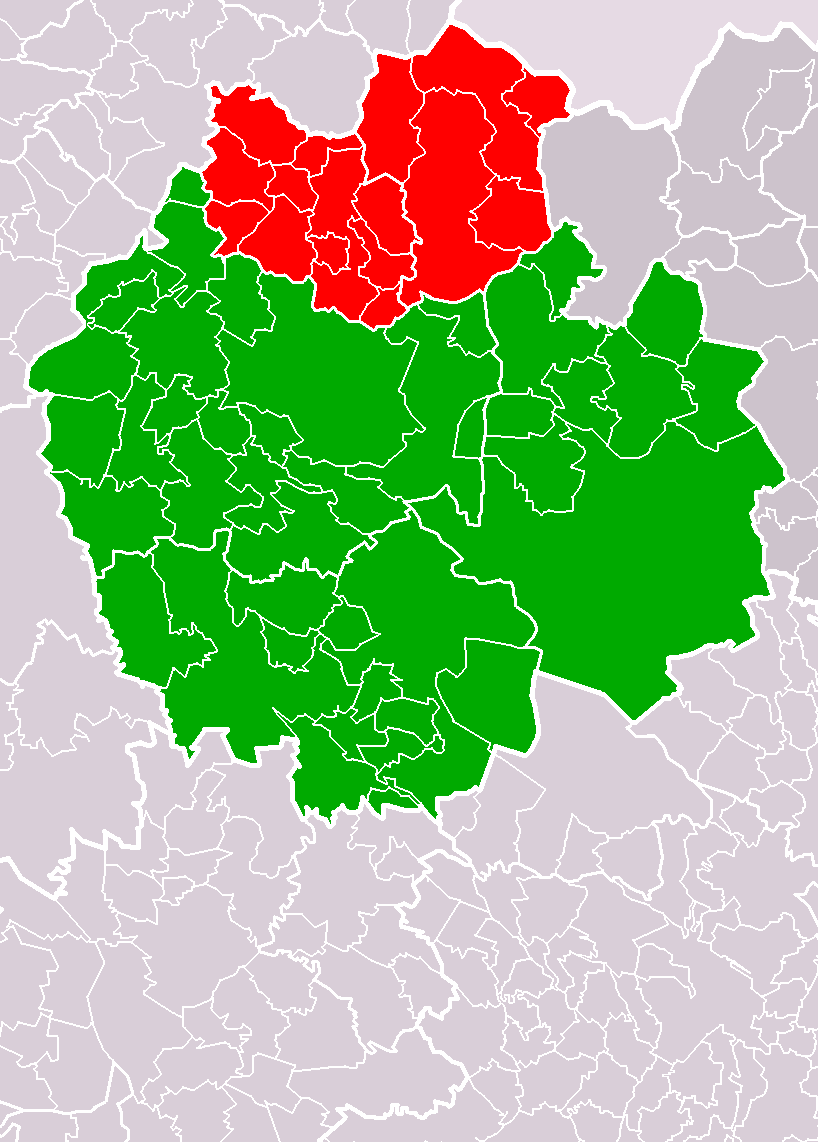
Správní obvody obcí s rozšířenou působností v rámci okresu Česká Lípa:
ORP Česká Lípa
ORP Nový Bor

Okres Česká Lípa je okres v Libereckém kraji. Jeho dřívějším sídlem bylo město Česká Lípa. Rozsah okresu i jeho začlenění do krajů se v minulosti měnil.
V rámci kraje sousedí na východě s okresem Liberec, na jihovýchodě a jihu pak se středočeskými okresy Mladá Boleslav a Mělník. Na jihozápadě a západě hraničí s ústeckými okresy Litoměřice a Děčín; na severu je českolipský okres vymezen státní hranicí s Německem.

## Historický vývoj

### V Rakousko-Uhersku
Od středověku do roku 1848 existoval v císařství pouze feudální systém, založený na vlastnictví měst a okolí šlechtou. Na území, kde je dnes okres Česká Lípa, existovalo v roce 1848 celkem 20 panství. Některá z nich zde byla celá, jiná zde byla okrajově, třeba jen jednou obcí. Jejich výčet: Bělá - Kuřívody, Berštejn, Bezno, Česká Kamenice, Česká Lípa a Nový Zámek, Doksy, Horní Libchava, Houska, Jablonné, Lemberk, Liběšice, Mimoň, Police, Sloup, Stránka, Stráž u České Lípy, Stráž pod Ralskem, Stvolínky, Svijany a Zákupy. Jejich počet i rozsah se vyvíjel (nákupy, prodejem, směnou, dědictvím atd.).
Na území dnešního okresu existovalo 80 zaniklých středověkých vesnic, navíc desítky již neexistujících dvorů a mlýnů. Některé z nich daly jméno rodinám nižší šlechty a místním názvům (např. Mnichovská průrva, Milčanský rybník).
Okresy v českých zemích vznikly po roce 1848, kdy bylo v Rakousko-Uhersku zrušeno nevolnictví, a nahradily tehdejší panství šlechty. Okresní hejtmanství Česká Lípa zahájilo činnost 31. ledna 1850. Bylo tvořeno soudními okresy Cvikov, Česká Lípa, Mimoň a Nový Bor. Tehdy byl okres součástí Českolipského kraje. Kraj zanikl v roce 1855, okres nikoliv, spadal pak pod nově zřízený kraj litoměřický. V České Lípě zůstal dál krajský soud.
V období let 1862–1918 byly kraje jako mezičlánek státní správy zrušeny, okresy zůstaly v činnosti. Reorganizovaný politický okres řízený okresním hejtmanstvím se poté skládal ze tří okresů soudních se sídly v České Lípě, Novém Boru a Mimoni.
11. ledna 1911 se zemský výbor v Praze už podruhé zabýval návrhem českolipského zastupitelstva, které požadovalo, aby se město přejmenovalo z neutrálního zemského názvu Böhmisch Leipa (Česká Lípa) na národnostně vyhraněné jméno Deutsche Leipa (Německá Lípa). Ve městě tehdy žila celkem nepatrná česká menšina. Návrh změny názvu byl stejně jako podobná žádost v roce 1883 zamítnut

### V Československu 1918-1938
Po roce 1918 byly na Českolipsku zřízeny čtyři okresy, okresní hejtmanství byla v České Lípě, Dubé, Jablonném v Podještědí a Mimoni. Tento stav trval 20 let, ale uvnitř krajů docházelo k přesunům obcí mezi okresy a jejich spojováním. To se dělo a děje stále.

### Období protektorátu
V letech 1938–1945 bylo Českolipsko odtrženo a stalo se součástí německé, říšské župy Sudety. V ní byly zřízeny tři kraje. Vládní kraj Ústí nad Labem zřídil dva okresy městské a 20 venkovských. Jedním z oněch 20 byl okres („landrat“) Česká Lípa, který byl od května 1939 tvořen třemi soudními okresy – Česká Lípa, Nový Bor a Dubá. Od srpna 1939 se stala Dubá samostatným okresním i soudním okresem.

### Poválečné období
V roce 1945 byl zprvu obnoven stav předválečný. V květnu 1945 byl ustaven Okresní národní výbor v České Lípě. V okrese byly tři soudní okresy – Česká Lípa, Nový Bor a Mimoň. O rok později přibyl čtvrtý, Dubá. Hranice okresu byly jiné, než jaké jsou nyní, Cvikov byl součástí sousedního okresu Jablonné v Podještědí.
V roce 1949 došlo k velkým změnám státní správy v důsledku událostí z února 1948. Jedním z 19 nově vzniklých krajů byl Liberecký kraj, složený z 12 okresů. Okres Česká Lípa byl reorganizován. Změnil se rozsah připojených obcí a změnily se i soudní okresy. Byl vytvořen vojenský újezd Ralsko se sídlem v Mimoni, vznikl samostatný okres Nový Bor. Soudní okresy se poté shodovaly s okresy politickými.
Zákonem o novém územním členění státu č. 36/1960 Sb. se v Československu změnil jak počet okresů, tak i jejich rozloha. Okres Česká Lípa byl tehdy součástí Severočeského kraje, jeho rozloha se zvětšila z 510 na 1149 km². Tehdy k němu byly připojeny části okresů Nový Bor, Liberec a Doksy.

### V Česku
V prosinci 2002 vešla v platnost vyhláška č. 564/2002 Sb., která stanovila územní rozsah všech okresů České republiky. Vyhláška obsahovala jmenovitý výčet všech obcí (vč. okresu Česká Lípa).
K 31. prosinci 2003 měl okres celkovou plochu 1 137,05 km², z toho:
- 40,37 % zemědělských pozemků, které z 57,46 % tvoří orná půda (23,20 % rozlohy okresu)
- 59,63 % ostatní pozemky, z toho 77,81 % lesy (46,40 % rozlohy okresu)

K 30. červnu 2005 žilo v okrese Česká Lípa 106 411 obyvatel. Z nich bylo 54 000 žen, tj. 50,75 % a 52 411 mužů, tj. 49,25 %. Průměrný věk dosahoval 37,6 roků. Hustota zalidnění byla 94 ob./km² (pod celostátním průměrem), z toho 80,46 % obyvatel žilo ve městech.
V českolipském okresu byla v roce 2003 evidováno 25 798 obyvatel se stálým zaměstnáním, s průměrným platem 15 730 Kč. Bylo zde 5 819 nezaměstnaných, míra nezaměstnanosti byla 10 %. V témže roce fungovalo v okrese 59 mateřských škol, 43 základních škol, 2 gymnázia, 8 středních průmyslových škol, 5 odborných učilišť a 1 vyšší odborná škola. V roce 2003 působilo v okrese 302 lékařů, 52 zubních lékařů, byly zde 3 nemocnice, 4 specializovaná léčebná zařízení a 6 lékáren.

## Současnost
Od 1. ledna 2007 byla ukončena činnost všech okresních úřadů a byly ustaveny obce s rozšířenou působností, které převzaly zčásti jejich agendu. Byla tak aplikována vyhláška č. 513/2006 Sb. Na území českolipského okresu nový statut získala města Česká Lípa a Nový Bor.
Do 1. ledna 2007 byly v okrese Česká Lípa také obce Jablonné v Podještědí a Janovice v Podještědí a to i s již dříve integrovanými přilehlými obcemi. Poté byly administrativně přesunuty kvůli lepší obslužnosti za úřady do okresu Liberec

## Doprava

### Silniční doprava
Okresem prochází silnice I. třídy I/9, I/13, I/15 a I/38. Není zde žádná z dálnic. Jsou zde silnice II. třídy II/259, II/260, II/262, II/263, II/268, II/270 a II/273.

### Železniční doprava
Okresem prochází čtyři neelektrifikované tratě: Trať Bakov nad Jizerou – Jedlová, Trať Benešov nad Ploučnicí – Česká Lípa, Trať Liberec – Česká Lípa a Trať Lovosice – Česká Lípa. Všechny se kříží v České Lípě.

## Geomorfologické začlenění
Okres je součástí provincie Česká vysočina. V podrobnějším členění geomorfologických oblastí jsou zde tyto čtyři celky: České středohoří, Lužické hory, Ralská pahorkatina a okrajem i Jizerská tabule. Nejvyšší horou okresu je Luž (793 m n. m.) na hranicích se Saskem v Lužických horách.

## Seznam obcí a jejich částí

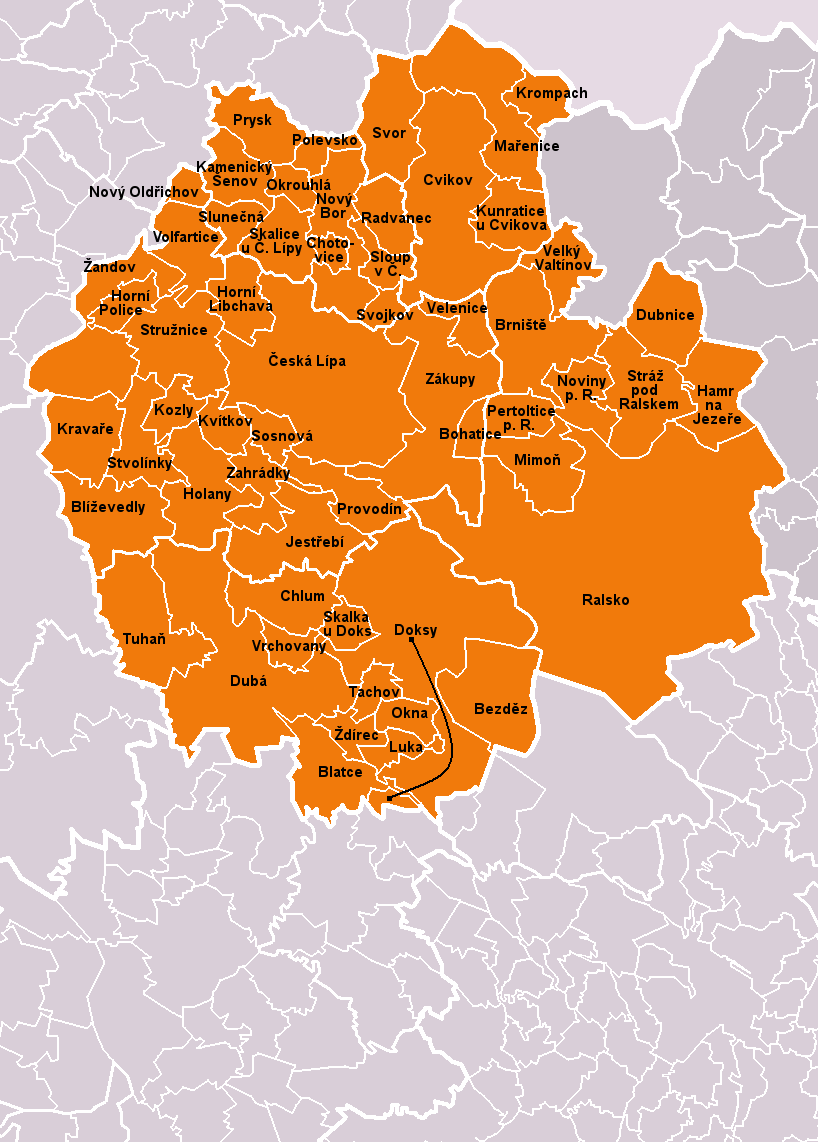
Rozsah okresu Česká Lípa ve vymezení platném od roku 2007

Města jsou uvedena tučně, městyse kurzívou, části obcí menším písmem.
Bezděz •
Blatce (Beškov • Blatečky • Houska • Konrádov • Tubož) •
Blíževedly (Hvězda • Litice • Skalka) •
Bohatice •
Brniště (Hlemýždí • Jáchymov • Luhov • Nový Luhov • Velký Grunov) •
Cvikov (Cvikov I • Cvikov II • Drnovec • Lindava • Naděje • Svitava • Trávník • Záhořín) •
Česká Lípa (Častolovice • Česká Lípa • Dobranov • Dolní Libchava • Dubice • Heřmaničky • Lada • Manušice • Okřešice • Písečná • Stará Lípa • Vítkov • Vlčí Důl • Žizníkov) •
Doksy (Břehyně • Kruh • Obora • Staré Splavy • Vojetín • Zbyny • Žďár) •
Dubá (Bukovec • Deštná • Dražejov • Dřevčice • Dubá • Heřmánky • Horky • Horní Dubová Hora • Kluk • Korce • Křenov • Lhota • Nedamov • Nedvězí • Nový Berštejn • Panská Ves • Plešivec • Sušice • Zakšín • Zátyní) •
Dubnice •
Hamr na Jezeře (Břevniště • Útěchovice) •
Holany (Hostíkovice • Loubí • Oslovice • Rybnov) •
Horní Libchava •
Horní Police (Dvorsko • Na Výšině • Podlesí • Pod Školou) •
Chlum (Drchlava • Hradiště • Maršovice) •
Chotovice •
Jestřebí (Pavlovice • Újezd) •
Kamenický Šenov (Prácheň) •
Kozly •
Kravaře (Janovice • Kravaře • Rané • Sezímky • Veliká • Víska) •
Krompach (Juliovka • Valy) •
Kunratice u Cvikova •
Kvítkov •
Luka (Týn) •
Mařenice (Dolní Světlá • Horní Světlá • Mařeničky) •
Mimoň (Mimoň I • Mimoň II • Mimoň III • Mimoň IV • Mimoň V • Mimoň VI • Srní Potok • Vranov) •
Noviny pod Ralskem •
Nový Bor (Arnultovice • Bukovany • Janov • Pihel) •
Nový Oldřichov (Mistrovice) •
Okna •
Okrouhlá •
Pertoltice pod Ralskem •
Polevsko •
Provodín (Srní u České Lípy) •
Prysk (Dolní Prysk • Horní Prysk • Vesnička) •
Radvanec (Maxov) •
Ralsko (Boreček • Horní Krupá • Hradčany • Hvězdov • Jabloneček • Kuřívody • Náhlov • Ploužnice • Svébořice) •
Skalice u České Lípy •
Skalka u Doks •
Sloup v Čechách •
Slunečná •
Sosnová •
Stráž pod Ralskem •
Stružnice (Bořetín • Jezvé • Stráž u České Lípy) •
Stvolínky (Kolné • Novina • Stvolínecké Petrovice • Taneček) •
Svojkov •
Svor (Rousínov) •
Tachov •
Tuhaň (Dolní Dubová Hora • Domašice • Obrok • Pavličky • Tuhanec) •
Velenice •
Velký Valtinov •
Volfartice (Nová Ves) •
Vrchovany •
Zahrádky (Borek • Šváby) •
Zákupy (Božíkov • Brenná • Kamenice • Lasvice • Šidlov • Veselí • Zákupy) •
Žandov (Dolní Police • Heřmanice • Novosedlo • Radeč • Valteřice • Velká Javorská • Žandov) •
Ždírec (Bořejov • Ždírecký Důl)

## Řeky
- Ploučnice
- Kamenice
- Svitavka